# Кумшелек
Кумшелек (в некоторых источниках Кумшалек) — разъезд в Морозовском районе Ростовской области.
Входит в состав Знаменского сельского поселения.

## История
По схеме одномандатных избирательных округов Морозовского района Ростовской области — на разъезде Кумшелек 5 избирателей.

## Население
| 2010 |
| ---- |
| 4    |